# Aphomia sociella
Bướm đêm ong (Aphomia sociella) là một small bướm đêm of the họ Pyralidae. Nó là loài bản địa của châu Âu, but may be found synanthropically bên ngoài khu vực phân bố gốc.
Sải cánh dài 18–44 milimét (0,7–1,7 in). This moth gặp ở tháng 6 đến tháng 8 in the temperate parts of its range, e.g. Bỉ và The Netherlands.
Sâu bướm feed on the honeycomb in bumblebee, bee và tổ ong bắp cày.

## Danh pháp đồng nghĩa
Các đồng âm:
- Aphomia asiatica Caradja, 1916
- Aphomia eritrella Della Beffa, 1941
- Aphomia lanceolata Dufrane, 1930
- Aphomia minor Dufrane, 1930
- Aphomia pedemontella Della Beffa, 1941
- Aphomia rufinella Krulikowski, 1909
- Aphomia virescens Skala, 1929
- Crambus colonatus Haworth, 1809 (unjustified emendation)
- Crambus colonum Fabricius, 1798 (unjustified emendation)
- Lithosia socia Fabricius, 1798 (unjustified emendation)
- Tinea colonella Linnaeus, 1758
- Tinea sociella Linnaeus, 1758
- Tinea tribunella [Denis & Schiffermüller], 1775

## Hình ảnh

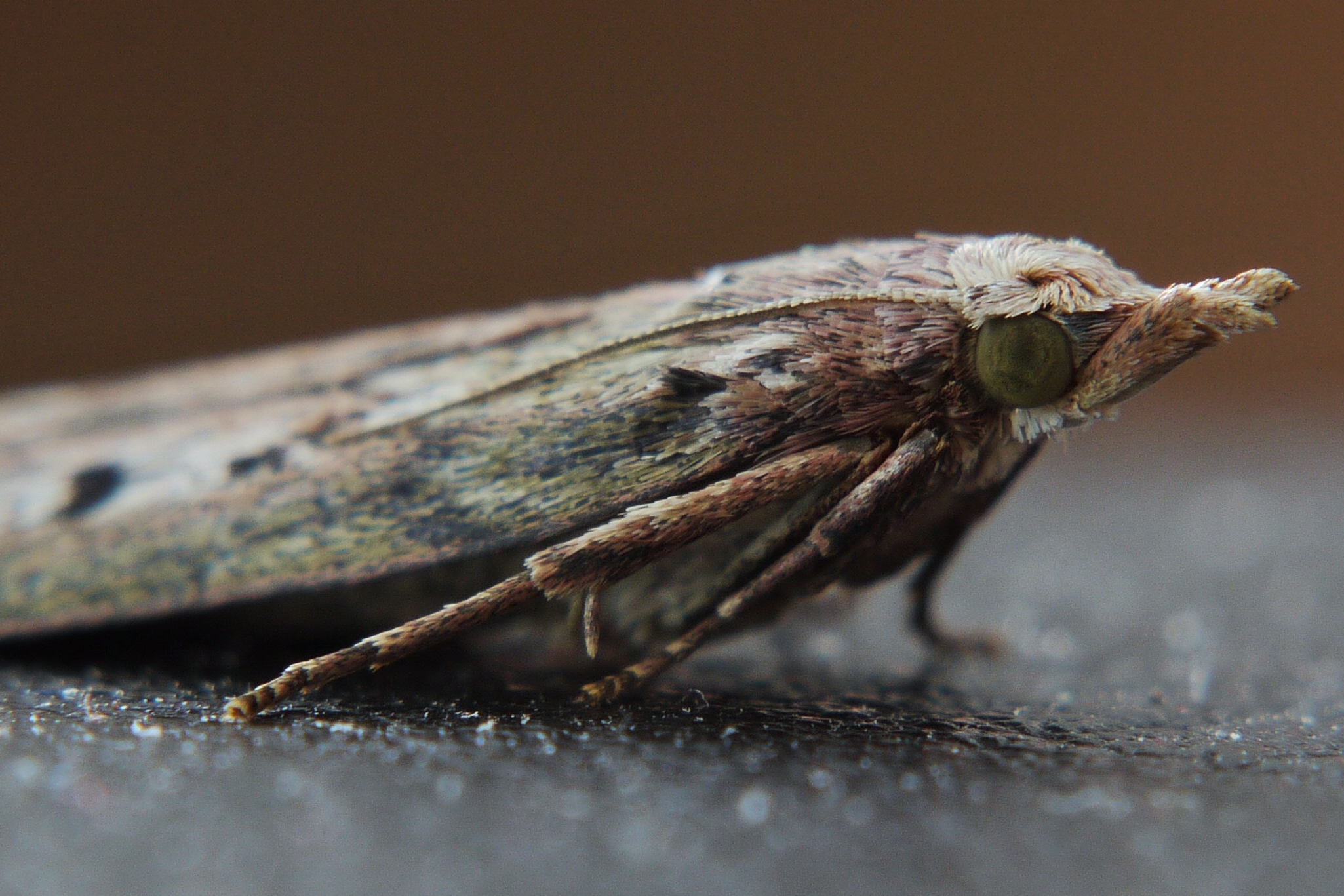
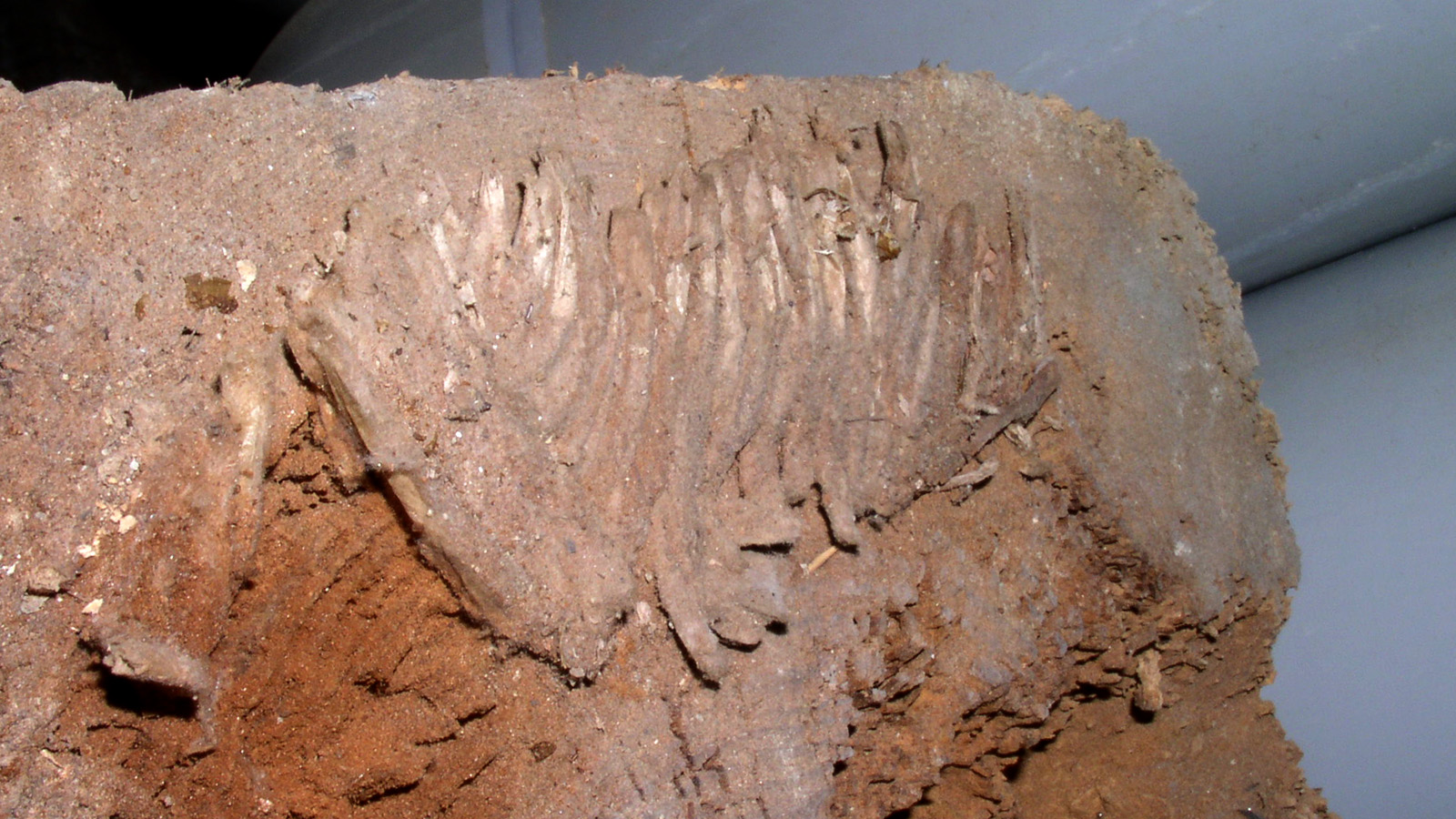
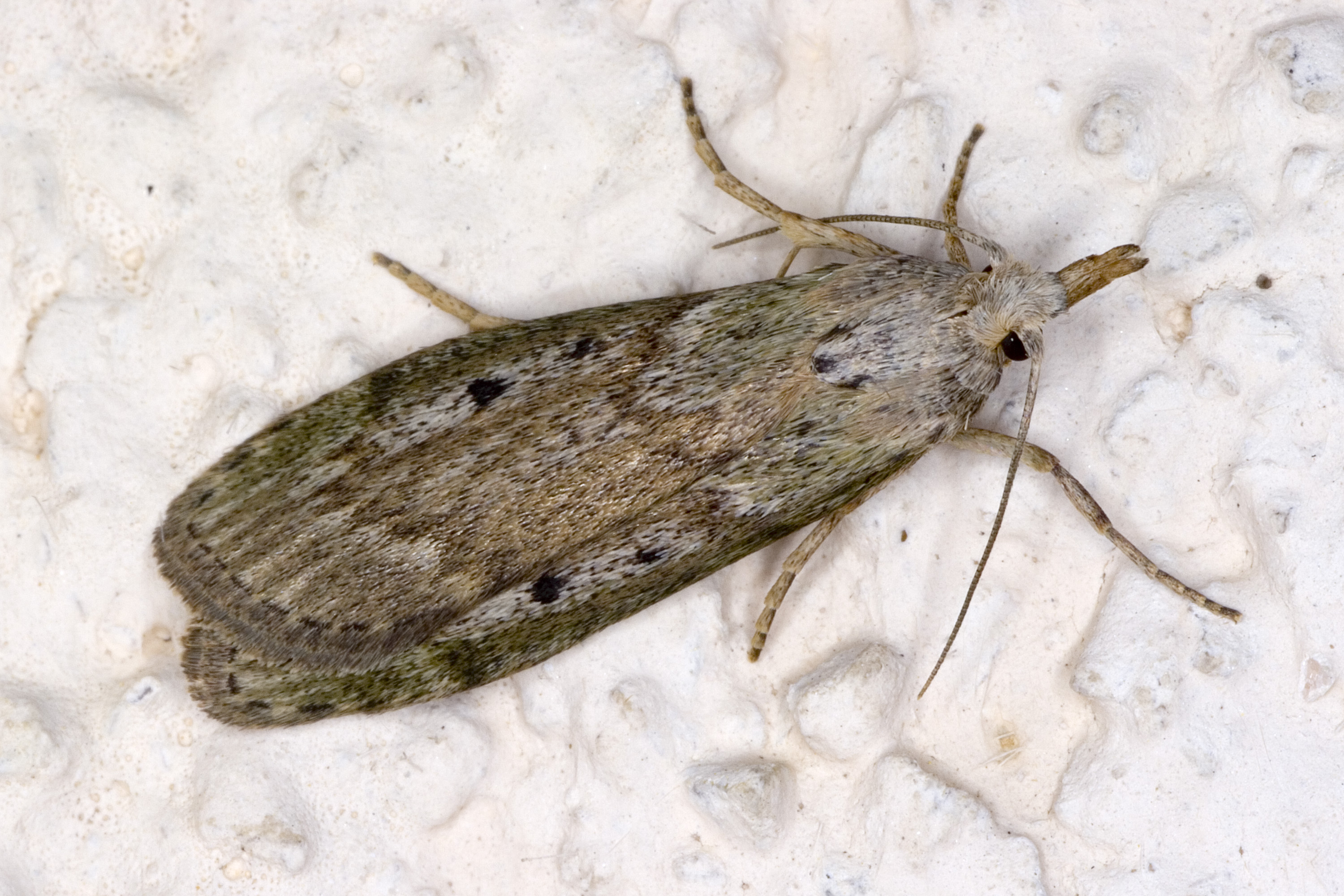
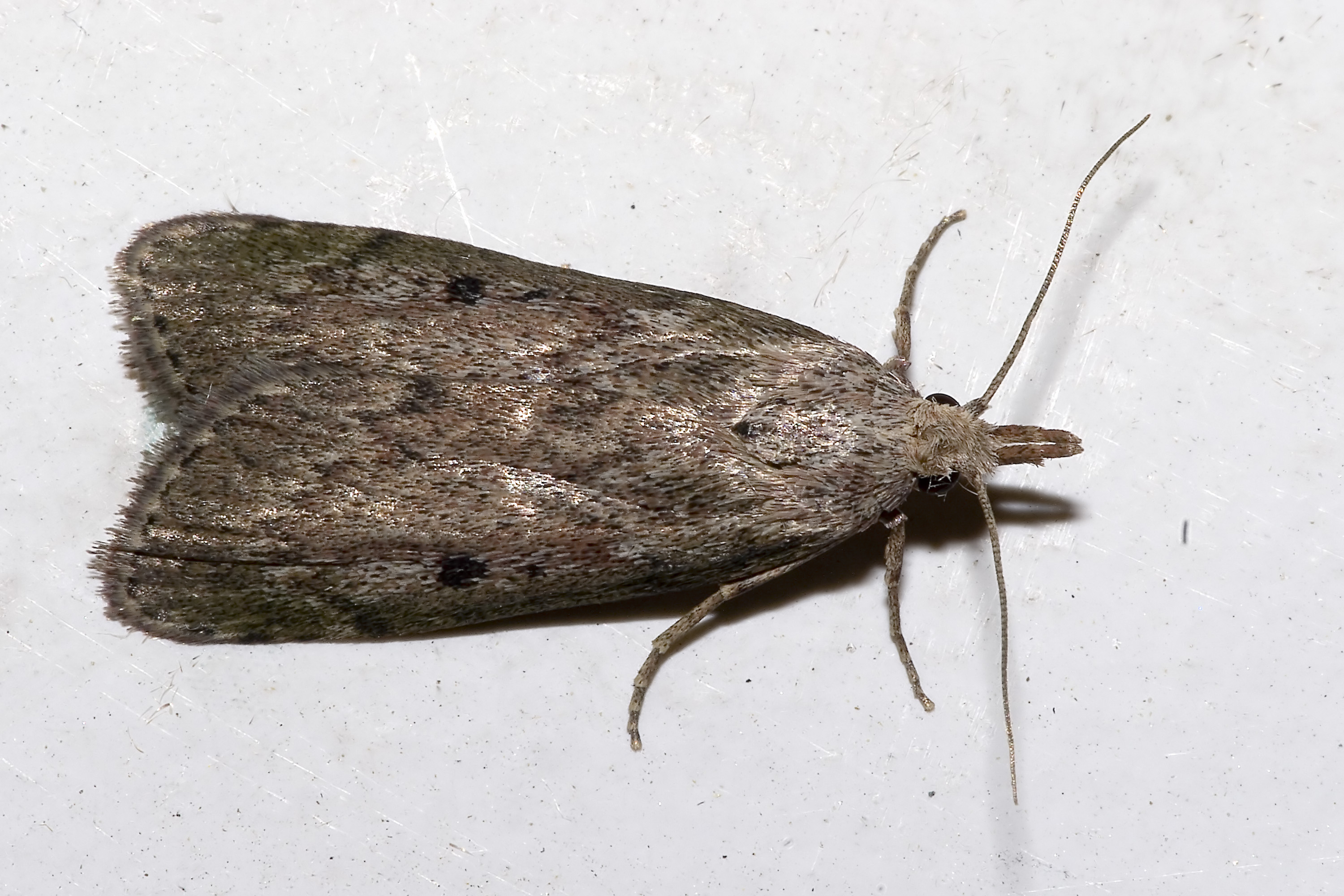